# Гађешти (Васлуј)
Гађешти (рум. Găgeşti) насеље је у Румунији у округу Васлуј у општини Гађешти. Oпштина се налази на надморској висини од 95 m.

## Становништво
Према подацима из 2002. године у насељу је живело 2259 становника, од којих су сви румунске националности.

### Хронологија
| Година       | 1992 | 1993 | 1994 | 1995 | 1996 | 1997 | 1998 | 1999 | 2000 | 2001 | 2002 | 2003 | 2004 | 2005 | 2006 | 2007 | 2008 | 2009 | 2010 | 2011 | 2012 | 2013 | 2014 | 2015 | 2016 | 2017 |
| ------------ | ---- | ---- | ---- | ---- | ---- | ---- | ---- | ---- | ---- | ---- | ---- | ---- | ---- | ---- | ---- | ---- | ---- | ---- | ---- | ---- | ---- | ---- | ---- | ---- | ---- | ---- |
| Становништво | 2225 | 2217 | 2210 | 2191 | 2220 | 2201 | 2204 | 2222 | 2230 | 2235 | 2237 | 2230 | 2221 | 2200 | 2176 | 2175 | 2167 | 2156 | 2123 | 2111 | 2097 | 2080 | 2037 | 2020 | 2003 | 1977 |